# Rattus timorensis
Rattus timorensis es una especie de roedor de la familia Muridae.

## Distribución geográfica
Se encuentra en Indonesia en la isla de Timor.